# Crispina (helgon)
Crispina, född i Tagora, död 5 december 304 i Theveste, var en numidisk jungfru, som led martyrdöden under kejsar Diocletianus kristendomsförföljelse. Hon vördas som helgon inom Romersk-katolska kyrkan, med minnesdag den 5 december.

## Biografi
Crispina föddes i Tagora i den romerska provinsen Numidien. Hon tillhörde en förmögen familj och hade make och barn. Vid kejsar Diocletianus förföljelse mot de kristna greps hon och ställdes inför prokonsuln Gaius Annius Anullinus. Hon uppmanades att offra till de romerska hedniska gudarna, men vägrade då hon hävdade att hon endast dyrkade en Gud – den kristne Guden. Man lät raka hennes huvud, hånade henne offentligt och halshögg henne.
Crispinas hagiografi nedtecknades kort efter hennes martyrium och utgör ett värdefullt historiskt dokument över de romerska förföljelserna mot de kristna.